# Rúben Vinagre
Rúben Gonçalo da Silva Nascimento Vinagre (Charneca da Caparica, 9 de abril de 1999) es un futbolista portugués que juega como defensa en el Legia de Varsovia de la Ekstraklasa polaca.

## Trayectoria

### Inicios
Su carrera comenzó en las categorías inferiores del Sporting de Lisboa, del que fue traspasado al A. S. Monaco, de la Ligue 1 francesa, en el verano de 2015. Tras una temporada en el combinado de jóvenes, firmó un contrato profesional en junio de 2016.
A lo largo del verano, disputó cinco partidos con la selección sub-17 de Portugal, que se impuso en el Campeonato de Europa celebrado en Azerbaiyán al derrotar a España en los penaltis en la final.
En agosto de 2016 se alcanzó un acuerdo para cederlo al Académica de Coimbra de la Segunda División de Portugal con el objetivo de que adquiriera experiencia, pero la FIFA, cuya aprobación se necesitaba al ser un jugador menor de 18 años, denegó el traspasó. Tras un recurso infructuoso, regresó a su club en enero de 2017 sin haber podido disputar ningún partido con el Académica.

### Wolverhampton Wanderers
En junio de 2017 firmó un nuevo contrato con el Mónaco, con vigencia hasta el verano de 2022. Poco después, fue cedido para una temporada a los Wolverhampton Wanderers, equipo que por aquel entonces participaba en la Football League Championship, la segunda categoría del fútbol inglés. Debutó el 8 de agosto de 2017 en un partido de la League Cup frente al Yeovil Town. El 30 de septiembre de ese mismo año, anotó su primer gol profesional, el tercero de su equipo en un partido en el que se impuso por 4-0 al Burton Albion.
Se unió a los Wolves de manera permanente el 30 de junio de 2018, con un contrato de cinco años. La posterior contratación de Jonny Otto supuso que jugara principalmente como sustituto; aun así disputó 17 partidos (21 en todas las competiciones), ayudando al equipo a ascender a la Premier League. Su debut en la máxima división inglesa tuvo lugar en la temporada siguiente, el 11 de agosto de 2018, cuando entró como suplente de última hora en el empate 2-2 en casa con el Everton.
Debutó en competición europea el 25 de julio de 2019, en la victoria por 2-0 del Wolves en casa ante el Crusaders en la segunda ronda de clasificación de la Liga Europa 2019-20. Con Jonny gravemente lesionado, sumó 13 partidos en la trayectoria del equipo hasta cuartos de final, donde fueron eliminados por el Sevilla, que más tarde se proclamó campeón del torneo.
El 5 de octubre de 2020 fue cedido al Olympiacos de la Superliga griega hasta final de temporada, con opción de compra. Sin embargo, tras no imponerse en el equipo dirigido por Pedro Martins, principalmente por problemas de lesiones, fue nuevamente cedido al Famalicão portugués, reencontrándose con sus excompañeros del Wolverhampton Leonardo Campana y Bruno Jordão. Debutó en la Primeira Liga el 8 de enero de 2021, siendo titular en la derrota por 1-4 en casa ante el Oporto.

### Sporting de Lisboa
Fue cedido al Sporting el 9 de julio de 2021, con opción de compra. Disputó 18 partidos oficiales en su primera temporada, el 1 de julio de 2022 el club lo fichó definitivamente.
El 27 de julio de 2022 se incorporó al Everton en calidad de cedido por una temporada; el acuerdo también incluía una opción de compra. Durante su estancia en Goodison Park, únicamente disputó cuatro partidos.
El 20 de julio de 2023, el Hull City de la Championship anunció su fichaje en calidad de cedido por una temporada. Debutó el 5 de agosto, en la derrota por 2-1 a domicilio ante el Norwich City. El 26 de enero de 2024 fue nuevamente prestado al Hellas Verona de la Serie A hasta el final de la campaña, con una opción de compra de 4 millones de euros.

### Legia de Varsovia
Fue cedido por cuarta ocasión, recalando en el Legia de Varsovia de la Ekstraklasa polaca en julio de 2024, permaneciendo en el club hasta final de temporada e incluyendo una cláusula de traspaso. El 6 de febrero de 2025, tras dar nueve asistencias en 28 partidos, se acordó su fichaje definitivo durante el mercado de invierno. Vinagre firmó hasta 2028 en un traspaso cifrado en 2,3 millones de euros, el más caro de la historia de la primera división polaca hasta ese momento.

## Estadísticas

### Clubes
| Club                                     | Div.          | Temporada     | Liga nacional | Liga nacional | Copas nacionales | Copas nacionales | Torneos internacionales | Torneos internacionales | Total | Total | Media goleadora |
| Club                                     | Div.          | Temporada     | Part.         | Goles         | Part.            | Goles            | Part.                   | Goles                   | Part. | Goles | Media goleadora |
| ---------------------------------------- | ------------- | ------------- | ------------- | ------------- | ---------------- | ---------------- | ----------------------- | ----------------------- | ----- | ----- | --------------- |
| Wolverhampton Wanderers F. C. Inglaterra | 2.ª           | 2017-18       | 9             | 1             | 4                | 0                | —                       | —                       | 13    | 1     | 0.08            |
| Wolverhampton Wanderers F. C. Inglaterra | 1.ª           | 2018-19       | 17            | 0             | 4                | 0                | —                       | —                       | 21    | 0     | 0               |
| Wolverhampton Wanderers F. C. Inglaterra | 1.ª           | 2019-20       | 16            | 0             | 4                | 0                | 13                      | 2                       | 33    | 2     | 0.06            |
| Wolverhampton Wanderers F. C. Inglaterra | 1.ª           | 2020-21       | 2             | 0             | 1                | 0                | —                       | —                       | 3     | 0     | 0               |
| Wolverhampton Wanderers F. C. Inglaterra | Total club    | Total club    | 44            | 1             | 13               | 0                | 13                      | 2                       | 70    | 3     | 0.04            |
| Olympiacos de El Pireo · Grecia          | 1.ª           | 2020-21       | 2             | 0             | —                | —                | 2                       | 0                       | 4     | 0     | 0               |
| Olympiacos de El Pireo · Grecia          | Total club    | Total club    | 2             | 0             | 0                | 0                | 2                       | 0                       | 4     | 0     | 0               |
| F. C. Famalicão Portugal                 | 1.ª           | 2020-21       | 20            | 0             | —                | —                | —                       | —                       | 20    | 0     | 0               |
| F. C. Famalicão Portugal                 | Total club    | Total club    | 20            | 0             | 0                | 0                | 0                       | 0                       | 20    | 0     | 0               |
| Sporting C. P. Portugal                  | 1.ª           | 2021-22       | 12            | 0             | 4                | 0                | 2                       | 0                       | 18    | 0     | 0               |
| Sporting C. P. Portugal                  | Total club    | Total club    | 12            | 0             | 4                | 0                | 2                       | 0                       | 18    | 0     | 0               |
| Everton F. C. Inglaterra                 | 1.ª           | 2022-23       | 2             | 0             | 2                | 0                | ―                       | ―                       | 4     | 0     | 0               |
| Everton F. C. Inglaterra                 | Total club    | Total club    | 2             | 0             | 2                | 0                | 0                       | 0                       | 4     | 0     | 0               |
| Hull City A. F. C. Inglaterra            | 2.ª           | 2023-24       | 10            | 0             | 1                | 0                | ―                       | ―                       | 11    | 0     | 0               |
| Hull City A. F. C. Inglaterra            | Total club    | Total club    | 10            | 0             | 1                | 0                | 0                       | 0                       | 11    | 0     | 0               |
| Hellas Verona F. C. · Italia             | 1.ª           | 2023-24       | 12            | 0             | ―                | ―                | ―                       | ―                       | 12    | 0     | 0               |
| Hellas Verona F. C. · Italia             | Total club    | Total club    | 12            | 0             | 0                | 0                | 0                       | 0                       | 12    | 0     | 0               |
| Legia de Varsovia · Polonia              | 1.ª           | 2024-25       | 33            | 1             | 5                | 1                | 12                      | 0                       | 50    | 2     | 0.04            |
| Legia de Varsovia · Polonia              | Total club    | Total club    | 33            | 1             | 5                | 1                | 12                      | 0                       | 50    | 2     | 0.04            |
| Total carrera                            | Total carrera | Total carrera | 135           | 2             | 25               | 1                | 29                      | 2                       | 189   | 5     | 0.03            |
| 1. 2.                                    |               |               |               |               |                  |                  |                         |                         |       |       |                 |

## Palmarés

### Campeonatos nacionales
| Título                      | Club                          | País       | Año     |
| --------------------------- | ----------------------------- | ---------- | ------- |
| EFL Championship            | Wolverhampton Wanderers F. C. | Inglaterra | 2017-18 |
| Superliga de Grecia         | Olympiacos F. C.              | Grecia     | 2020-21 |
| Supercopa de Portugal       | Sporting C. P.                | Portugal   | 2021    |
| Copa de la Liga de Portugal | Sporting C. P.                | Portugal   | 2021-22 |
| Copa de Polonia             | Legia de Varsovia             | Polonia    | 2024-25 |